# Quercione di Geggiano
Il Quercione di Geggiano, nota anche come Roverella,  è un albero monumentale situato in località Geggiano nel comune di Castelnuovo Berardenga.

Si tratta di un esemplare di roverella (Quercus pubescens). Ha una circonferenza del tronco di 4,20 m ed è alto 18 m.

## Storia
È iscritto nella lista degli alberi monumentali della Toscana e nel 2007 ha ricevuto il Premio Touring Club, riconoscimento indetto dai consoli TCI della Toscana per gli alberi monumentali.